# 雷堨
雷堨是一座古代水利灌溉工程，位于黄山市徽州区西溪南镇西溪南村的丰乐河上，南宋末祥兴元年（1278年）由程迁率子8人修筑，清咸丰淤废。同治三年（1864年）程永和修复，历时五年竣工。
雷堨为徽州区文物保护单位。